# Moore Station (Teksas)
Moore Station je grad u američkoj saveznoj državi Teksas. Prema popisu stanovništva iz 2010. u njemu je živjelo 201 stanovnika.